# Przykopa (dopływ Sanu)
Przykopa – struga, lewy dopływ Sanu.
Struga płynie w woj. podkarpackim, w powiatach jarosławskim i przeworskim. 
W latach 1894–1897 w celu osuszenia bagien w pow. łańcuckim i jarosławskim, wykonano meliorację Przykopy (Potoku Gorzyckiego), wraz z kanałami osuszającymi i wykonano Pełkiński kanał odwadniający wraz z rowami osuszającymi. Wykonano także 24 śluz do piętrzenia wody i 10 wpustów do nawadniania gruntów.

## Przepływ
- Źródło – Cieszacin Wielki
- Cieszacin Wielki
- Wierzbna
- Ujezna
- Rozbórz (niewielki pas gruntów wsi pomiędzy Ujezną a Jagiełłą)
- Jagiełła
- Gorzyce
- Ujście do Sanu – Gorzyce